# Allium keusgenii
Allium keusgenii — вид рослин з родини амарилісових (Amaryllidaceae); ендемік Ірану. Вид названий на честь професора Майкла Кеусгена, фармацевтів з Марбурга, Німеччина.

## Опис
Цибулини від яйцюватих до стиснено-кулястих, 2–4 см у висоту й 2–6 см у діаметрі, зовнішні оболонки чорнуваті. Стеблина конічна, злегка гнучка, гладка, довжиною 4–15 см над землею, вище 7–8 мм і базально 3–6 мм в діаметрі, зелена або кармінова. Листків (1)2–3, від яйцюватих до вузьколанцетоподібних, товсті, край вузько червонуватий або білий, 7–12(20) см завдовжки та 2.5–6 см завширшки, синювато-зелені із сивим нальотом, кармінові біля основи. Суцвіття щільні але потім нещільні, 3 см у висоту та 3–8 см у діаметрі. Квітки від чашо- до мископодібної форми, зірчасті, без запаху; цвітіння в травні. Листочки оцвітини від яйцюватих до лінійно-яйцюватих, злегка човноподібної форми або поздовжньо складені, з тупим або підгострим кінчиком, завдовжки 6–10 мм, шириною 3.5 мм, з ± широкою серединною жилкою від зеленого до червонувато-коричневого забарвлення. Пиляки жовті; пилок слабко жовтий.

## Поширення
Ендемік північно-західного і західного Ірану.